# スターカーズ・イン・トーキョー〜アコースティック・ライヴ・イン・ジャパン
『スターカーズ・イン・トーキョー〜アコースティック・ライヴ・イン・ジャパン』（Starkers in Tokyo）は、ホワイトスネイクが1997年に日本で録音したライブ・アルバム。メンバーのうちデイヴィッド・カヴァデールとエイドリアン・ヴァンデンバーグの2人だけによるアコースティック・ライブを収録している。ホワイトスネイクの楽曲に加えて、カヴァデールがディープ・パープル時代に歌った楽曲「幸運な兵士」（アルバム『嵐の使者』に収録）も収録されている。
1997年9月に本作が日本で先行発売されると、ホワイトスネイクは同時期にフェアウェル・ツアーを開始しており、本作はエイドリアン・ヴァンデンバーグ在籍時としては最後のアルバムとなった。1998年にはヨーロッパでも本作が発売された。

## 背景
カヴァデールとヴァンデンバーグはプロモーションのために日本を訪れて、東芝EMIの第3スタジオで50人ほどを前にしてライブを行った。この時には13曲が演奏されたが、ホワイトスネイクの楽曲「フール・フォー・ユア・ラヴィング」、カヴァデールがソロ名義で発表した楽曲「オンリー・マイ・ソウル」、ヴァンデンバーグのアルバム『ネザーランドの神話』からの楽曲「バーニング・ハート」の3曲は、完全な形で演奏されなかったため収録は見送られた。ライブの翌日には、同じスタジオでミキシングが行われた。

## 収録曲
特記なき楽曲はデイヴィッド・カヴァデールとエイドリアン・ヴァンデンバーグの共作。
1. セイリング・シップス - Sailing Ships - 4:44
2. トゥー・メニー・ティアーズ - Too Many Tears - 4:08
3. ザ・ディーパー・ザ・ラヴ - The Deeper the Love - 4:10
4. ラヴ・エイント・ノー・ストレンジャー - Love Ain't No Stranger (David Coverdale, Mel Galley) - 3:16
5. キャント・ゴー・オン - Can't Go on - 3:50
6. ギヴ・ミー・オール・ユア・ラヴ - Give Me All Your Love (D. Coverdale, John Sykes) - 3:21
7. ドント・フェイド・アウェイ - Don't Fade Away - 4:27
8. イズ・ディス・ラヴ - Is This Love (D. Coverdale, J. Sykes) - 3:10
9. ヒア・アイ・ゴー・アゲイン - Here I Go Again (D. Coverdale, Bernie Marsden) - 5:07
10. 幸運な兵士 - Soldier of Fortune (D. Coverdale, Ritchie Blackmore) - 4:03

## 参加ミュージシャン
- デイヴィッド・カヴァデール - ボーカル
- エイドリアン・ヴァンデンバーグ - アコースティック・ギター